# Bernard Stas de Richelle
Bernard Stas de Richelle - De Volder, né à Liège le 18 mai 1788 et mort à Gand le 11 janvier 1851, est un homme politique belge.

## Fonctions et mandats
- Membre de la Chambre des représentants de Belgique : 1835-1839

## Sources
- Jean-Luc DE PAEPE en Christiane RAINDORF-GERARD, Le Parlement belge, 1831-1894. Données biographiques, Brussel, Académie royale des sciences, des lettres et des beaux-arts de Belgique, 1996.
- Oscar COOMANS DE BRACHÈNE, État présent de la noblesse Belge, Annuaire 1999, Brussel, 1999.